# Bandera de Seana
La bandera oficial de Seana té la següent descripció:
Bandera apaïsada, de proporcions dos d'alt per tres de llarg, blau clar, amb un pal blanc de gruix 2/9 de la llargària del drap al vol; la part blava, amb el segon terç horitzontal groc, carregat amb tres faixes viperades negres, i amb l'espasa flamejada blanca de l'escut, amb la punta a dalt, d'alçària 5/6 de la del drap, sobreposada al centre.
Va ser aprovada el 23 de novembre de 2012 i publicada al DOGC el 10 de desembre del mateix any amb el número 6270.